# Walter Nunier
Walter Nunier (* 7. April 1905; † 1986) war ein deutscher Politiker.
Nunier wurde 1934 an der naturwissenschaftlich-mathematischen Fakultät der Albert-Ludwigs-Universität Freiburg zum Doktor promoviert.
Am 2. April 1947 wurde Nunier als Nachfolger von Richard Streng zum Staatskommissar für die Politische Säuberung des Landes Baden im Staatssekretariat Wohleb ernannt. Er amtierte bis mindestens 1949.
Später war Nunier bis zu seinem Eintritt in den Ruhestand 1970 Präsident des Oberschulamts in Freiburg.

## Werke
- Beiträge zur Ermittlung der Induktion in einem leitenden Raum durch linearen und flächenhaften vertikalen magnetischen Dipol. Dissertation. Freiburg im Breisgau 1934, DNB 570972639.